# Pterolophia bigibbera
Pterolophia bigibbera är en skalbaggsart som först beskrevs av Newman 1842.  Pterolophia bigibbera ingår i släktet Pterolophia och familjen långhorningar.
Artens utbredningsområde är:
- Filippinerna.
- Sri Lanka.

Inga underarter finns listade i Catalogue of Life.